# 埃米·范戴肯
埃米·范戴肯（英語：Amy Van Dyken，1973年2月15日—），生于科罗拉多州丹佛，美国女子游泳运动员。她曾代表美国在1996年和2000年夏季奥林匹克运动会游泳比赛中获得6枚金牌。(亞特蘭大奧運會女子100米蝶泳、50米自由泳、4x100米自由泳接力、4x100米混合泳接力和悉尼奧運會女子4x100米自由泳接力、4x100米混合泳接力)